# Phoroncidia aurata
Phoroncidia aurata là một loài nhện trong họ Theridiidae.
Loài này thuộc chi Phoroncidia. Phoroncidia aurata được Octavius Pickard-Cambridge miêu tả năm 1877.